# 韋利克 (舊桑博爾區)
49°32′54″N 22°44′19″E / 49.54833°N 22.73861°E
韋利克（烏克蘭語：Велике），是烏克蘭西部的村莊，隸屬利維夫州的桑比爾區。該村面積0.53平方公里，海拔高度439米，2001年人口159，人口密度每平方公里300人。